# リフィーディング症候群
リフィーディング症候群（りふぃーでぃんぐしょうこうぐん。英語: Refeeding syndrome）とは、長期間の慢性的な低栄養状態にあった者に対して、急激な栄養補給を行った際に生じ得る、体内での水や電解質の分布異常により引き起こされる、様々な病態の総称である。最悪の場合には死亡する場合が有る。急激な栄養補給により、血糖値の上昇に伴って、一気に分泌されるインスリンの刺激により、身体中の細胞に様々な物質が取り込まれた結果として、このような分布異常が発生し得る。したがって、リフィーディング症候群を予防するためには、長期間に亘り極度の栄養不良状態が続いた者に、充分な量の食事を与えようとする、すなわち「feeding」を行う場合には、少量のエネルギー投与から開始し、投与するエネルギー量などを、適切と考えられる値にまで漸増させるという手順を踏む。必要ならば、患者の状態のモニタリングも実施する。

## 発症機序
リフィーディング症候群は、長期間に亘る慢性的な摂食量の不足などが原因で、極度の低栄養状態に至った後に、その低栄養状態を回復させようとして、何らかの方法で、急激に栄養分を与えた際に発症し得る。この極度の低栄養状態に至った理由は、例えば、何らかの理由で食糧が手に入らずに起きた飢餓であろうと、精神の問題による食意不振であろうと、身体的な疾患が原因で摂食が難しかった場合であろうと、無理な減量の結果であろうと、何でも構わない。いずれにせよ、外部からの食物によるエネルギー供給が不足したヒトの身体は、身体に蓄えられた脂肪や、身体を構成しているタンパク質なども分解して、糖新生を行い、自身の身体を削って、生命の維持を試みる。糖新生を行ってグルコースを合成してもエネルギーが獲得できるわけではないものの、グルコースが無ければ、例えば脳や赤血球などは機能を維持できないため、生命の維持ができないため、やむを得ず糖新生を行うわけである。なお、このような状態では、細胞に物質を取り込ませて血糖値を下げる指令を届けるインスリンの分泌量は、基礎分泌と呼ばれる最低限の分泌量に減る。しかし、インスリンの分泌量が少ない状態ですら、外部から充分な食物が入って来ないため、糖新生が行われていても、さして血糖値は上昇しない。生命の維持のために、最低限の血糖値が保たれるだけである。その後もさらに、このような外部からの食物の摂取が慢性的に不足し続けて、極度の低栄養状態に陥った段階でも、排尿などをして老廃物の排泄を実施し続けなければ、やはり生命の維持が不可能なので、身体中の物質が、次第に排泄されてゆく。このまま低栄養状態が進行すれば餓死する。
このような餓死が近付いた極度の低栄養状態のヒトに、一気に健康な状態の時を基準とした充分な量の食事を与えたり、高カロリー輸液などを投与したりして、一気に血糖値が上昇すると、その血糖値を下げるために、インスリンが急激に分泌され始める。インスリンは基本的には血中のグルコースを細胞に取り込ませるホルモンだが、細胞にグルコースが取り込まれた時には、しばしば他の物質も細胞は盛んに取り込み始める。また、細胞内のグルコース濃度の上昇などに伴い、解糖の速度や、TCAサイクルの速度など、代謝の速度も上昇するため、その代謝速度を出すために必要な物質も細胞に取り込まれ始める。また、これまで糖新生のために供出してきたタンパク質の合成も実施するため、物質が細胞内に取り込まれてゆく。他にも、リン脂質なども含めて、生体に必要な分子も次々と合成するため、どんどんと物質が細胞内に取り込まれてゆく。
しかしながら、それまでに長期間続いた極度の低栄養状態は、言い換えれば、体内の物質の慢性的な低値の状態が起きている。例えば、細胞での需要が限られたリンやカリウムなどは、とっくの昔に排泄されてしまっている。この「体内の物不足」の状態は、そう簡単には解消しない。このため、全身の細胞での代謝が活発化したせいで、体液中から次々と細胞に取り込まれる物質の需要を、身体が支えられない。血中からは、リン、カリウム、マグネシウムなどが一気に減少し、血液の電解質異常に至る。つまり、低リン血症、低カリウム血症、低マグネシウム血症が、容易に発生する状態と言える。この電解質異常は、時に致死を引き起こす程の甚だしさである。ついでに言えば、各種の代謝のためには特にビタミンB群などのビタミン類も需要が増すわけだが、身体に残っていた残り少ないビタミン類を、身体中の細胞が取り合うような形になり、相対的に不足してくる。
このように、栄養状態の回復のために行った平常の食事の摂取や、輸液治療によるインスリンの分泌が引き金となり、リフィーディング症候群を発症し、その症状は急速に進行し得る。

## 症状
リフィーディング症候群によって発生し得る症状は多彩である。なぜなら、電解質の分布異常は、様々な臓器の機能を障害し得るためである。リフィーディング症候群によって発生する症状としては、心不全、呼吸不全、腎不全、肝機能障害などが知られており、それも同時多発的に発生して、多臓器不全に陥る場合すら有る。無論、死亡に至る場合も有る。
参考までに、リフィーディング症候群の際にしばしば起きる、低リン血症・低カリウム血症・低マグネシウム血症による代表的な症状を、以下に挙げておく。
- 低リン血症
  - 進行性脳症、痙攣、昏睡、横紋筋融解症、溶血性貧血、ヘモグロビンからの酸素解離低下、白血球および血小板の機能障害[4]
- 低カリウム血症
  - 麻痺、横紋筋融解、不整脈、呼吸不全[5]
- 低マグネシウム血症
  - 悪心、嘔吐、嗜眠、筋力低下、トルーソー徴候陽性、クボステック徴候陽性[6]

なお、上記のリフィーディング症候群による症状以外に、それまでの極度の低栄養状態のせいで発生していた症状の一部を、リフィーディング症候群の発症後も引きずっている場合も有り得る。

## 予防法
リフィーディング症候群の予防のためには、長期間に亘って、極度の栄養不良状態が続いた者の栄養状態を改善させようとする際には、一気に改善するのではなく、必要充分な時間をかけて改善する。まずは、健康な状態であったならば充分な量のエネルギーと比べて、少量のエネルギー投与から開始する。そこから、5日間程度の期間をかけて、投与するエネルギー量を漸増させて、健康な状態であったならば充分な量のエネルギー投与量にまで持ってゆく。
ただし、極度の低栄養状態が続いて餓死寸前の者は、その栄養状態を改善させようとした場合に、リフィーディング症候群も起き易い上に、簡単に致死的な症状を起こすため、その兆候が出たら、すぐに手を打てるように、身体の状態の適切なモニタリングを実施する場合も有る。具体的には、血清のカリウム、リン、マグネシウムをモニタリングしたりする。

## 特殊なリフィーディング症候群
それまで低栄養であったわけではないため、一般的に言うリフィーディング症候群とは異なるものの、臓器発達が不充分な低出生体重児に対して、急激な栄養投与を実施した場合には、リフィーディング症候群のような病態を発症させ得る。

## 日本における歴史
1581年に始まった、鳥取城の戦いにおいて豊臣秀吉が行った兵糧攻めは、後に『鳥取城の渇え殺し』と言われる程に凄惨な状態であり、1400人以上が籠城した戦いが3ヶ月以上も続いた。この戦いは最終的に、城主であった吉川経家の自害を伴う降伏によって戦いは幕を閉じた。解放された生存者の飢餓ぶりに哀れを感じた秀吉が、食事を振る舞うと、バタバタと死んでいった。この鳥取城の合戦後に起きた集団死は、日本の史実で記録された最初のリフィーディング症候群であるとする学説が存在する。
また、第2次世界大戦直後の日本人捕虜に含まれていた多数の栄養失調者を観察した研究も存在する。この研究の論文が、医学的に詳述されたリフィーディング症候群の報告としては世界初の物だと、医学に関する有名ジャーナルの1つであるブリティッシュ・メディカル・ジャーナルの論文で紹介された。